# Ma Kwang-soo
Ma Kwang-soo (* 14. April 1951 in Seoul, Südkorea; † 5. September 2017 ebenda) war ein südkoreanischer Schriftsteller und Universitätsprofessor.
Ma war Professor für koreanische Literatur an der Yonsei University. Daneben schrieb er erotische Literatur und vertrat die erotische Fiktion als Genre in Südkorea. 1995 wurde er wegen seines Buches Happy Sara inhaftiert, das vom Obersten Gerichtshof als pornografisch klassifiziert wurde. Das Buch darf Jugendlichen nicht zugänglich gemacht werden. Ma veröffentlichte es trotzdem in seinem Weblog und musste dafür 2007 eine Strafe von 2 Millionen Won bezahlen. Nachdem er Arbeiten seiner Studenten plagiiert hatte, wurde er von seiner Universität suspendiert. Im Juni 2007 gab die Yonsei University bekannt, dass Ma im nächsten Semester wieder unterrichten dürfe.
Ma Kwang-soo starb im September 2017 im Alter von 66 Jahren; die Polizei geht davon aus, dass Ma sich selbst tötete.